# 霍羅什基夫
49°14′50″N 29°53′58″E / 49.24722°N 29.89944°E

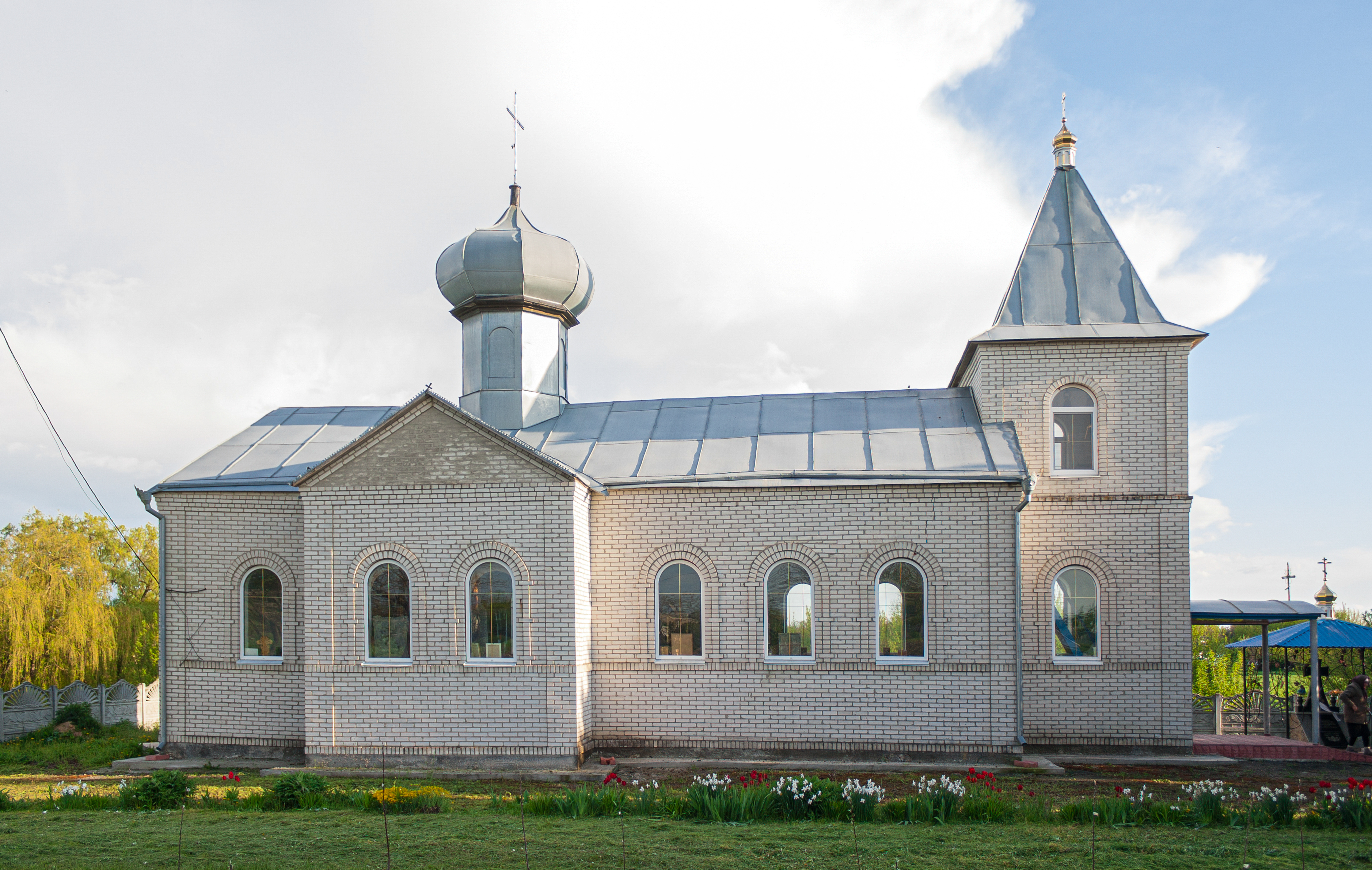
教堂

霍羅什基夫（烏克蘭語：Горошків）是位於烏克蘭北部的村莊，由基辅州白采爾克瓦區的泰蒂伊夫市鎮負責管轄。該村始建於1701年，面積3.64平方公里，海拔高度240米，2001年人口916，人口密度每平方公里251.8人。